# Brunetta (cantante)
(Ernesto De Pascale)
Mara Brunetta Pacini, semplicemente nota come Brunetta (Cascina, 7 marzo 1945), è una cantante italiana, attiva durante gli anni sessanta e gli anni settanta.
Insieme ad Angela, Babette e Mina è stata una delle prime cantanti italiane di rock and roll.

## Biografia
Nata a Cascina, in provincia di Pisa, da una famiglia operaia, Brunetta è appassionata di musica sin da bambina, e debutta a otto anni in un concorso (il primo di una lunga serie); la prima vittoria la ottiene a nove anni, a Marina di Pisa, con il piccolo complesso musicale del fratello Sergio.
A dodici anni forma un duo di fisarmoniche con la sorella, e l'anno successivo ottiene una scrittura al Circolo ufficiali di Tirrenia; sempre nel 1958 viene notata durante un'esibizione e messa sotto contratto dalla Dischi Ricordi, casa discografica appena nata.
Il debutto discografico avviene nel 1959, con i primi 45 giri e gli EP (pubblicati usando il suo secondo nome, Brunetta, su proposta di Mogol), scatenate canzoni di rock and roll che, unite alla sua vivacità durante le esibizioni, la impongono all'attenzione del pubblico; tra i brani di questo periodo quello di maggior successo è Precipito, scritto da Mogol e Gianfranco Reverberi ed inciso con l'accompagnamento de I Cavalieri (gruppo di cui facevano parte tra gli altri Enzo Jannacci e Luigi Tenco, che per Brunetta scrive Se qualcuno ti dirà, in seguito incisa anche da lui), oltre che alcune reinterpretazioni come Tutti frutti.
Nel 1960 recita nel film Urlatori alla sbarra di Lucio Fulci insieme ad altri artisti come I Brutos, Umberto Bindi, Mina, Adriano Celentano, Joe Sentieri, Elke Sommer e Chet Baker.
Nel 1962 partecipa al Burlamacco d'oro con Gocce di stelle, in coppia con Loredana.
Dopo il cambio di casa discografica cambia genere, incidendo alcuni 45 giri più melodici con il suo vero nome, tra cui Quelli della mia età, cover di Tous les garçons et les filles di Françoise Hardy.
Nel 1965 si accosta al beat, e forma il gruppo i Balubas, ritornando ad usare il nome d'arte di Brunetta: l'anno successivo vince il Festival di Pesaro con Baluba shake (il cui testo, di Alberto Testa, descrive l'omonima popolazione africana), che ottiene anche un certo successo di vendita (e che nel 2008 viene rilanciata in quanto Fabrizio Frizzi la utilizza come stacchetto nel suo programma televisivo La botola).
Baluba shake viene anche presentata in alcune trasmissioni televisive, tra cui Settevoci, condotta da Pippo Baudo.
Ottiene altri successi con altri brani come Perdono, Dove vai (testo di Alberto Testa per una canzone di Lee Hazlewood, Summerwine), e Felicità felicità.
Nel 1971 effettua una tournée in Bulgaria, insieme a Paola Battista e Emy Cesaroni; nello stesso anno incide con la Miura l'album Carezze d'amore, in cui canta alcune sue composizioni con versi di Enzo Vay, prodotto da Ludovico Socci, con arrangiamenti di José Mascolo e vari solisti come: Gianni Bedori, Bruno Crovetto ed Enzo Ceragioli.
Nel nuovo decennio decide di ritirarsi e di dedicarsi all'insegnamento e alla famiglia; sporadicamente però tornerà a cantare come corista in dischi di colleghi con cui mantiene rapporti di amicizia, come Fabrizio De André (nell'album Fabrizio De André) e Dori Ghezzi, collaborando anche con Paola Orlandi.
Nel 1978 forma un duo con Gisella Fusi ed incide un 45 giri con un rifacimento di Stessa spiaggia, stesso mare di Piero Focaccia.
Nel 1999 nel film E allora mambo! (regia di Lucio Pellegrini, con interpreti Luciana Littizzetto, Luca Bizzarri e Paolo Kessisoglu) nella colonna sonora viene inserita Baluba shake, uno dei maggiori successi di Brunetta.
Recentemente Baluba Shake, in versione inglese, è diventata un cavallo di battaglia del trio vocale tedesco Mentalettes e ha fornito il nome a un complesso italiano di revival anni '60.
Nel 2002 la On Sale Music ha pubblicato in un cd antologico alcuni dei suoi successi.
Dal 2003 fa parte della Corale Laurenziana e dell'ensamble Virtuosi Laurenziani di Mortara. Inoltre suona nell'orchestra "Big Band" di Novara e collabora con la scuola civica di Mortara.

## Discografia

### Album in studio
- 1971 – Carezze d'amore (MIURA, MIU 10016)

### Raccolte
- 2002 – Brunetta Shake (On Sale Music, 52 OSM 073)

### EP
- 1959 – The Explosive Brunetta (con i Cavalieri) (Ricordi, 45 ERL 140)
- 1959 – Precipito precipito precipito (con i Cavalieri) (Ricordi, 45 ERL 147)
- 1959 – Ciclone Brunetta (con i Cavalieri) (Ricordi, ERL 156)
- 1960 – Teddy Rock (Ricordi, 354.003 C) (pubblicato in Spagna)

### Singoli
- 1959 – Baby Rock/Mai (Ricordi, SRL 10-063) con i Cavalieri
- 1959 – Wendy Wendy/Be-be bella signorina (Ricordi, SRL 10-064) con i Cavalieri
- 1959 – Tutti frutti/Precipito (Ricordi, SRL 10-076) con i Cavalieri
- 1959 – Teddy rock/Se qualcuno ti dirà (Ricordi, SRL 10-077)
- 1959 – Darling, iù (You send me)/L'amore (Ricordi, SRL 10-096)
- 1959 – Il ciclone Brunetta/Va bene! (Ricordi, SRL 10-097)
- 1960 – Tutte storie/Ho sete (Ricordi, SRL 10-129)
- 1960 – Baci e ceci/Non portare tuo cugino (Ricordi, SRL 10-165) con Attilio Donadio e il suo complesso
- 1963 – Quelli della mia età/Non amarmi così (inciso come Mara Pacini)
- 1963 – Uffa/Sei maleducato (inciso come Mara Pacini)
- 1963 – È all'amore che penso/Da ieri non ho visto il mio ragazzo (inciso come Mara Pacini)
- 1964 – C'è qualcosa che non va/La gente lo sa (inciso come Mara Pacini)
- 1966 – Mai più ti scorderò/Sono pronta a pagar (Ri-Fi, RFN NP 16132)
- 1966 – Baluba shake/Il secondo giorno (inciso come Brunetta e i suoi Balubas)
- 1966 – Perdono/Juanita banana (con The Classics)
- 1967 – Solo per poco tempo/Dove vai? (Summer wine) (Ri-Fi, RFN NP - 16215)
- 1968 – Felicità felicità/Il nuovo tema dell'amore (Odeon, 45-LA 6702) con The Sounds
- 1969 – Ti costa così poco/Amico mio (Carosello, CI 20229)
- 1970 – Grazie amore/Senza te (MIURA, CI 20229)
- 1971 – Una vita di sere/Ma la colpa di chi è (Bang!! Bang!!, BG 040; inciso come Mara Pacini)
- 1978 – Stessa spiaggia, stesso mare/Siamo in confidenza (con Gisella Fusi; inciso come Le Cicale)

### Apparizioni
- 1959 - Hit parade Ricordi vol. 1 (con i brani Precipito e Mai, accompagnata dai Cavalieri)
- 1964 - Tempo d'estate (con il brano C'è qualcosa che non va)
- 1972 - Mosaico Italiano (con il brano Dove vai?) (Marfer, MR. 30-067), pubblicato in Spagna
- 1995 - I ragazzi del juke-box (con il brano Be-be bella signorina)
- 1995 - Piper - In memoria di Victor Sogliani (con il brano Perdono) (Giallo Records, FS 1014/2)
- 1995 - Alto volume 3° 1965 - 1972 "Sentimento shake" (con il brano Dove vai?) (Giallo Records, FS 1017/2) con otto brani
- 1998 - Arriva la bomba (con il brano Baluba shake) (Irma Records, IRMA 489686-2)